# Bous de Costitx
Els bous de Costitx, toros de Costitx o caps de bous de Costitx són tres peces de bronze d'època talaiòtica trobades el 1895 al santuari de Son Corró, prop de Costitx, Mallorca, que representen tres caps de bou. S'anomenen, a causa de la seva mida, major, mitjà i menor.
Les datacions més fiables situen els caps entre el segle v aC i el segle ii aC. Els caps estan fets d'una sola peça, mentre que les banyes i les orelles estan soldades o aplicades. Són considerats, pel seu bon estat de conservació, la seva qualitat i la seva mida, les troballes més importants dedicades al culte al toro, una de les pràctiques religioses de la cultura talaiòtica.
Actualment s'exposen al Museu Arqueològic Nacional d'Espanya a Madrid. Hi arribaren al museu després que el propietari del terreny de Son Corró, Juan Vallespir, els vengués el 1895 per 3.500 pessetes. La Societat Arqueològica Lul·liana feu gestions amb la Diputació Provincial per tractar d'evitar-ne el trasllat a Madrid, però fracassaren. Al Museu de Mallorca i al Casal de Cultura de Costitx hi ha unes rèpliques en guix.

## Retorn a Mallorca
Des de Mallorca i des de Costitx, s'havia demanat repetidament el retorn de les tres peces. L'abril del 2008, el senador Pere Sampol presentà una moció davant la Comissió de Cultura del Senat per demanar-ne la devolució. La moció fou aprovada l'octubre d'aquell mateix any amb els vots a favor de tots els grups parlamentaris excepte el PSOE.

## Imatges de les tres peces

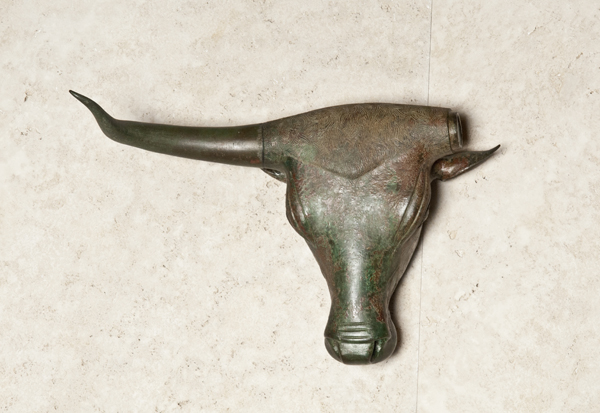
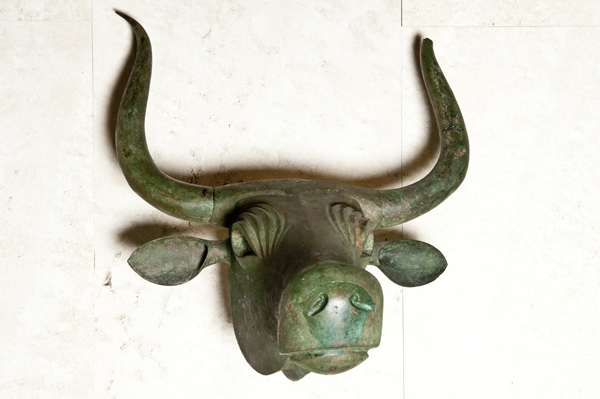
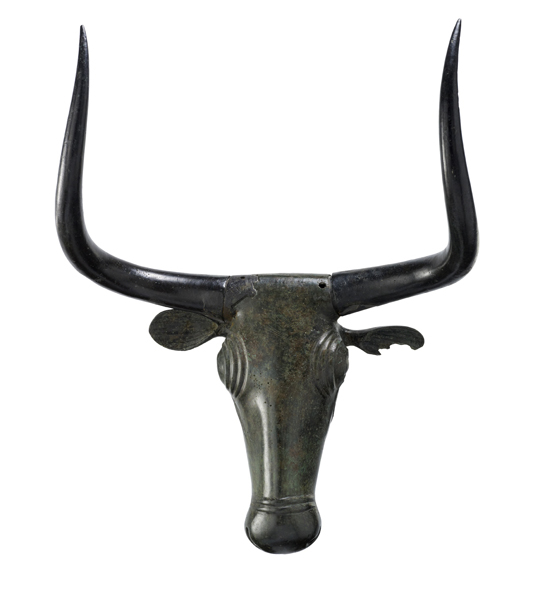